# 11 Canum Venaticorum
11 Canum Venaticorum är en vit stjärna i huvudserien i stjärnbilden Jakthundarna. Stjärnan har visuell magnitud +6,25 och är sålunda inte synlig för blotta ögat.